# Charles Le Goffic
Charles Le Goffic (Lannion, 14 luglio 1863 – Lannion, 12 febbraio 1932) è stato un poeta, romanziere e critico letterario francese.